# 空戰魔導士培訓生的教官
《空戰魔導士培訓生的教官》是諸星悠著作，插畫的日本輕小說作品。由富士見書房的富士見Fantasia文庫發行。
漫畫版於《月刊Comic Alive》（Media Factory）2014年9月號開始連載，由負責作畫。
2014年7月宣布將會動畫化的消息，10月24日正式公開電視動畫官方網站。
2014年11月20日發售廣播劇CD。

## 概要
世界突然間出現了不明生物「魔甲蟲」，牠們在與人類的戰鬥中獲勝並佔領了陸地，人類也因此被趕到了空中。
彼方·英司原本是浮遊都市「密斯特崗」中隸屬於S128小隊的優秀空戰魔導士，但因為不明原因轉而成為後方支援科的人員，並被小隊成員稱為「叛徒」。某一天，英司在原小隊成員蔻伊推薦下，擔任最差三人小隊「E601小隊」的教官。四個人在以變成最強小隊為目標的同時，也必須挺身而出對抗魔甲蟲。

## 登場角色
- 聲優為廣播劇CD、電視動畫版

### E601小隊
彼方·英司（Kanata Age，聲：松岡禎丞（日本），Joel McDonald（美国））
E601小隊教官兼S128特務小隊隊員。空戰魔導士科本科2年級生，17歳。有著「黑之劍聖」之名。
原本是S128小隊的王牌並活躍於前線，自身素質與實戰經驗都相當優秀，並且具備了「絕不放棄」的堅強信念，在市民當中頗受歡迎，但同時也常被人批評英雄主義、愛出風頭。
自從在半年前的某場任務中受傷後，便以「養病」名義長期缺席小隊的排名戰與相關任務，因此被空戰魔導士科稱為「叛徒」，在整座學園都市中更是惡評如潮。在對外宣稱養病的期間一直在後方支援科協助，相對於其他學園生對他的反感，後方支援科的學生們卻對他抱持著莫名的敬意。
實際原因則是在該起事故後魔力因為不明原因大幅減少，平常為了避免飛行消耗魔力，因此使用將速度改造成三倍的飛行輔助器具「掃帚」代替飛行魔法。雖然魔力大幅減少，但卻得到了魔甲蟲力量的「咒力」，並能透過融合魔力與咒力來使用能夠崩解萬物原理的「崩力」，使用該力量後能夠發揮高強的戰鬥力以及回復力。為了不讓自己身上有魔甲蟲力量的這個事實被大家知道，因此甘願承受叛徒的罵名。後來只有E601、S128小隊部分成員以及空戰魔導士科的高層知道彼方擁有魔甲蟲力量「咒力」的事實。第六卷中，使用“崩力”时力量暴走，后来身上的“咒力”被回收，魔力重新恢复，並在後來取得了咒力淨化後的力量「冥力」，以及魔力與冥力合而為一而產生的「絕力」，同時能施展突破絕力極限的「超限狀態」，缺點是使用後一段時間內會因為冥力耗盡而暫時無法使用絕力。
武器為漆黑的魔砲劍「格拉迪烏斯」，是一種雖然能同時進行遠戰與近戰但卻因為平衡性不佳而很少人使用的武器。
美空·惠特兒（Misora Whitale，聲：山本希望（日本），Tia Ballard（美国））
E601小隊小隊長。空戰魔導士科預科2年級生，14歲。有著一頭遺傳自母親紅髮的嬌小少女。
素質雖然相當優秀也十分努力，但因為不得要領的關係，在接受彼方教導前是個在預科1年級時留下個人戰一百三十四連敗記錄，被學園建議自行退學的問題學生，即使是在組成E601小隊後，校內排名戰仍然一路連敗。
母親曾經是空戰魔導士（魔砲劍士），在與魔甲蟲的戰鬥中殉職後，身為普通人的父親因為魔甲蟲消除記憶的能力而完全忘記所有關於母親的事情。為了不讓自己忘記母親，因此想要繼承母親的遺志成為魔砲劍士，也因此對於魔砲劍士有著超乎常人的執著。尊敬彼方，在彼方的指導下，漸漸喜歡上了彼方。
雖然使用著魔砲劍，但是在近戰能力卻毫無天份，遠戰的射擊能力也不足以稱為優秀，但在此之上卻有著A級以上的魔力量與飛行加速能力，因而曾被彼方建議改用擁有高效輔助修正的魔砲杖當武器，結果遭到她的強力反對。最後習得彼方教授的魔砲劍戰技「收束魔砲」，以能進行廣域砲擊的技能為武器強行開闢出道路，並且在第五卷中習得高等的飛行技術「幻想加速」。
原本與父親一同住在郊外的自家咖啡廳，但在首次與魔甲蟲交戰的過程中不小心把自己家炸了，目前暫居蕾克蒂的房間內。
武器為母親的遺物，白銀色的魔砲劍「拉絲格瑞絲」，而彼方為了彌補美空射擊能力的不足在上頭加裝了瞄準器。
蕾克蒂·艾森納赫（Lecty Eisenach，聲：東山奈央（日本），Megan Shipman（美国））
E601小隊隊員。空戰魔導士科預科2年級生，14歲。金髮碧眼的嬌小少女。
艾森納赫流魔雙劍術的使用者，持有十翼空騎階級，本身是艾森納赫分家出身，自小即在艾森納赫劍術的發祥地「奧艾奇斯」生活，在小隊的位置是前鋒，同時也擁有隊員間最強的近戰能力。喜歡甜食，尤其鍾愛栗子製成的點心。喜歡彼方，對她來説就像是大哥哥一樣，喜歡向彼方撒嬌。
由於容易怯場的緣故，在實地操演時能打贏強手卻又會輸給弱者，表現十分不穩定。也因為同樣的原因，過去在艾森納赫修行劍術時的成績都只是剛好及格，在好友芙蕾雅與亞莉亞的鼓勵與協助下持續修行，然而12歲時在被品行不好的空戰魔導士纏上時因為發揮不出實力，而讓保護自己的亞莉亞受到重傷，同時因為戰績毫無起色，所以遭放逐至「密斯特崗」。
武器為魔雙劍「天羽羽斬」。
莉子·弗拉梅爾（Rico Flamel，聲：野水伊織（日本），Dawn M. Bennett（美国））
E601小隊隊員。空戰魔導士科預科2年級生，14歲。容姿端麗的美少女，空戰魔導士科科長芙隆的妹妹。
身為空戰魔導士的能力相當優秀，腦筋也相當靈活，但是個性極端自我中心，非常自戀並自稱「女神」，在接受彼方訓練時通常是能第一個完成其要求課題的人，在知識方面亦曾經讓授課教師因為自覺懂得太少而哭著逃走。興趣是閱讀哲學書，同時也喜歡可愛的東西，但被發現時會以「有學術研究價值」為由敷衍過去。
擁有搜查類最高級特有技能「千里眼」，發動時藉由魔力強化的視神經異常發達而獲得人類不可能擁有的全周視野與超望遠距離，三歲的時候就已經開眼，八歲時更於沒有經過數年修行的情況下成功使出千里眼的最高境界「憑神」，然而在發動千里眼時雙眼會無法聚焦，因此需要戴上眼鏡，不知為何，她戴上眼鏡時會覺得十分羞恥，個性也會變得嬌柔又忸忸怩怩。
雖然具有過人的能力與天賦，但是因為視規則於無物、飄忽不定的個性而常常惹出麻煩，在加上身為姐姐的芙隆表現太過優秀，因此在成長過程中承受了來自四方的巨大期待與壓力，不喜歡與人交流的她變得無法相信他人，在E601的訓練與排名戰中也有一段時間因為無法完全信任隊友導致表現失常。也由於姐姐受到眾人壓倒性的信賴，感到自卑的她因此與芙隆的感情不睦，然而實際上她的目標是希望能成為宛如姐姐般完美的人，為了得到姐姐的認同而獨自努力著。
優莉剛入隊時與其關係不太理想，也是因為姐姐老是希望她學學優莉的緣故，但在雙方關係和緩後，唯一對優莉的戀情報以同情眼光（因為男方太過木頭）的人也是她。
在小隊的位置是後衛，擁有高水準的狙擊技術和狀況判斷能力，武器為狙擊槍型的魔槍「雅典娜」。
優莉·弗羅斯特爾（Yuri Flostre，聲：種田梨沙（日本），Jad Saxton（美国））
S128特務小隊隊員，輸掉和彼方的賭注後同時加入E601小隊。空戰魔導士科本科1年級生，16歳，三月三日生。
有著藏青色的長髮與海藍色眼瞳，端莊嫻淑的模樣給人一種名門千金的感覺，個性正直且注重禮節，眾人對她的評價也很高，不過也有著過於認真與守規矩而顯得笨拙的一面，對情緒的控制能力亦不甚理想。喜歡甜食，似乎不敢喝黑咖啡，興趣是裁縫，另外根據雷亞爾個人私底下的調查，三圍是B81，W56，H85。
對彼方抱持著相當程度的好感與信賴，這份感情曾一度因為彼方背棄小隊而轉為憎惡，雷亞爾事件中知道彼方的「背叛」有難言之隱後，恢復了以前的關係，因為喜歡彼方，並且加入E601小隊的頭一天試圖對彼方告白，最後因為彼方過度遲鈍與會錯意而以失敗告終。
原本是魔劍士，在彼方的建議下心不甘情不願地轉為魔槍士，但卻發揮出了過人的實力，並且因此得到了「空穿之閃跡」的名號，在彼方背棄小隊後為了宣洩對彼方的憤怒而又重新改用魔劍。
武器為三叉戟型的魔槍「托里修拉」，搭載著魔力超振動裝置的對變異種用特裝魔槍，攻擊模式不是切割，而是進行分子等級的削除。
芙蕾雅·艾森納赫（Blair Eisenach）
E601小隊隊員。空戰魔導士科預科2年級生，14歲，銀髮少女。
原為另一座學園浮遊都市「梅爾基亞」的空戰魔導士，在與「密斯特崗」的交流戰結束後接受彼方的邀請轉學並且加入E601小隊。
與蕾克蒂同為艾森納赫流魔雙劍術的使用者，艾森納赫流本家出身的劍士，擁有千翼空騎階級，同時也是蕾克蒂過去的朋友，但在自己的妹妹亞莉亞為了保護發揮不出實力的蕾克蒂而受重傷後雙方決裂，在交流戰後兩人冰釋前嫌重修舊好。
由於艾森納赫流的絕對鐵則為「力量就是一切」，為了不讓仍在復健中的亞莉亞遭到艾森納赫流放逐，因此她對流派提出了條件，由自己代替妹妹從「奧艾奇斯」被放逐，如果三年內讓能奪取艾森納赫流頂上之座的強者成為家人，或是自己成為最強的劍士，就能允許回到故鄉，也因為這個緣故，喜歡彼方，在轉入E601小隊的頭一天便對彼方求婚，結果當然是遭到其他隊員阻止，即使如此她仍以「主人」之名稱呼彼方，甚至曾做出一大早全裸闖進彼方房間等等的大膽行徑。
武器為魔雙劍「素戔嗚尊貳型」，為芙蕾雅自行改造的武器，與蕾克蒂的武器相比尺寸稍大，在斬擊力方面略勝一籌，但犧牲了部分的劍速。

### S128特務小隊
蔻伊·瑟凡尼（Chloe Sevegny，聲：佐土原香織→山田悠希（日本），Megan Emerick（美国））
S128特務小隊小隊長。空戰魔導士科本科2年級生，用白色緞帶將淡紫色頭髮綁成馬尾的少女，有著「寂滅姬」的稱號，由於外貌出眾又心地善良，再加上又是特務小隊隊長，在校園內有著堅若磐石的高人氣。相當喜歡水蜜桃派，對她來說這等同於幹勁的火種。
戰鬥實力在學園中堪稱數一數二，能力之強甚至讓一向自視甚高的莉子為之傻眼，能以超乎常人的控制力與轉換效率，將自己擁有的龐大魔力飛速在體內轉化精煉為縮退魔力，進而使出能一擊殲滅成千上萬魔甲蟲的戰略級魔砲戰技，除此之外，她在近身肉搏戰方面也具有相當高強的實力，密斯特崗舉辦全校交涉權獲得大會時，面對讓美空等人合力仍陷入苦戰的彼方，她卻在短短幾秒內便以一己之力將他擊倒。如此優秀的她其實小時候並不會飛行魔法，在接受青梅竹馬的彼方教導後才逐漸學會，彼方真正的第一號弟子其實就是她。喜歡彼方，也是彼方最信任的人。在平時的生活裏有點呆萌，經常會犯傻，也會向彼方撒嬌。
對彼方抱持著高度的信賴，彼方會擔任教官的原因也是她無視上級反對堅持推薦的緣故，過去在某次任務中曾差點遭到魔甲蟲吞噬，危急之際被彼方所救，因此對彼方以養病為理由長期缺席各項活動與任務的狀況抱持著十分寬容的態度。
雖然明白彼方長期缺席是有難言之隱，但是因為當事人三緘其口的關係所以不瞭解詳細情形，直到與三位一體的變異種「角宿一」「河鼓二」「參宿七」死戰的過程中才目睹了彼方使用崩力的一幕，然而事後她也只是提醒彼方「那是很危險的力量」。
武器為魔砲杖「瑤光」。因為砲擊的威力過於強大而在都市內無法使用全力，不然可能會連同都市都一起破壞。
洛伊德·歐文（Lloyd Alwyn，聲：柿原徹也（日本），Ricco Fajardo（美国））
S128特務小隊隊員。空戰魔導士科本科2年級生。金髮青年。在特務小隊負責處理事務。
對同伴會使用敬語，但缺點是喜歡嘲弄別人。學園中少數對彼方保持友好態度的人之一，雖然與大多數人一樣不知道彼方改變的原因，但卻已經察覺似乎另有隱情，彼方惹火優莉時也通常是由他出面收拾善後。
武器為魔劍。
彼方·英司
參見E601小隊。
優莉·弗羅斯特爾
參見E601小隊。

### 十人委員會
克莉絲緹娜·巴克霍隆（Cristine Barkhorn，聲：木戶衣吹（日本），Sarah Wiedenheft（美国））
四年多前來到密斯特崗擔任學園統括長，也是「密斯特岗」的最高负责人之一。情報技術科本科2年。紫髮少女，愛稱為「克莉絲」。
在交流學校遇到搶劫事件時被蕾克蒂所救，因此給予蕾克蒂以及她的教官很高的評價，事後得知這位教官就是彼方時，一度因為過度意外而感到錯愕無比。
真實身分為人型魔甲蟲，與艾莉絲等人為舊識，後來因故與艾莉絲等人分道揚鑣，加入了教皇一派的陣營當中。
雖然能使用咒力，但因為本身沒有魔力的關係而無法產生崩力，也因為沒有魔力，因此對於被魔甲蟲殺死的人們無法保持相關記憶。
芙隆·弗拉梅爾（Freon Flamel，聲：藏合紗惠子（日本），Alex Moore（美国））
空戰魔導士科本科3年級生，空戰魔導士科長，莉子的姐姐。個性公私分明且嚴厲。
對於被當作叛徒的彼方擁有強烈的不信任感，在蔻伊推薦彼方擔任E601小隊的教官時也率先大力反對，然而在搶救薇貝爾飛行艇的事件中得知了彼方的祕密後，為了不讓他被視為人類之敵而努力地替他隱瞞真相。
十分瞭解身為妹妹的莉子比自己還要有才能，為了不讓她感到自滿所以長期以相當嚴格的態度對待她，連帶造成雙方的關係不理想，在搶救薇貝爾飛行艇的事件中由於莉子的表現而讓彼此的關係有所改善，但仍然對莉子的態度感到相當苦惱。

### 其他學生
莉莉·蘭卡斯特（Lily Lancaster，聲：三咲麻里（日本），Bryn Apprill（美国））
B227小隊小隊長。空戰魔導士科預科3年級首席。有著灰金色短髮的少女。
被譽為預科生當中的未來之星，具有極為優秀的體能以及能夠帶起整支小隊的行動力，小隊中的位置為後衛，使用武器為魔槍。
雷亞爾·努亞（Real Nua，聲：安元洋貴（日本），Chris Guerrero（美国））
醫療醫學科本科2年級生。身材纖瘦的少年。
對優莉有著異常的執著，對她的個人情報幾乎可說瞭若指掌，幾近變態跟蹤狂的程度。
在某次實驗中發生意外不慎讓魔甲蟲的體液注射進體內，因此得到了跟彼方同樣的咒力，但也因此遭到咒力的影響而喪失理智，進而引發多起傷害事件，最後在彼方等人的通力合作下被打倒而失去力量遭到逮捕。
米娜·帕普爾頓（Mena Purpleton）
具有「雷光一閃」之名，A級排名戰名次首位的A177小隊王牌，有著一頭螺旋狀的金色長捲髮，以及如同千金小姐般良好的教養，個性亦如騎士般耿直，在空戰武道祭的校內選拔賽中得到了九勝一敗的成績而得以參加武道祭。
過去曾經是彼方等人的競爭對手之一，對彼方具有強大力量卻從第一線退到後方擔任教育者一事感到不滿，因此對他沒有什麼好臉色，在彼方與E601小隊全員對戰時受到彼方邀請擔任裁判，親眼目睹了全部過程後態度因此而軟化，現在對彼方則抱持著某種程度以上的好感。
武器為大型魔戰斧，身穿騎士鎧甲造型的防護服，雖然魔力消耗很大但在防禦能力方面無可挑剔。
諾艾兒·魯·薩西斯·迪爾·蘭西魯·多·沃夫（Noel Le Sanssouci Der Lanseal De Wharf）
學園浮遊都市「法魯西翁」的代表選手之一，有著一頭輕柔粉紅長髮的嬌小少女。
與彼方同年，個性急躁很容易衝動，但在戰鬥的關鍵時刻能發揮精準的分析力。原本能力並不突出，卻在密斯特崗短期留學時感受到彼方深不可測的實力，受到刺激而發憤圖強，現在已經是具備了能在激烈戰鬥中進行需要纖細控制魔力的凝練縮退魔力的高度技巧、實力完全不負S級之名的空士。
由於身高的關係，以及名字後半段與矮人（Dwarf）的發音近似，因此讓她對這方面非常地敏感，但彼方仍會故意拿這點開她玩笑。

### 薇貝爾
安涅羅傑·沙薩蘭德·薇貝爾（Annerose Sutherland Bebel）
薇貝爾的現任教皇陛下，金髮杏眼的年幼女孩。
雖然外表是小孩子，卻被艾莉絲稱呼為「蘿莉老太婆」，實際年齡似乎與外表年齡有著相當的差距，在平常的應對進退上有著成熟的一面，也有著符合外表年齡的稚氣面。
對於彼方的實力有著高度評價，在彼方掌握絕力後更將其視為人類的希望。
艾莉絲·維格特（Elis Wiegert）
自稱魔甲蟲研究家的少女，薇貝爾的偵察型飛行艇遭魔甲蟲襲擊時唯一的生還者，與克莉絲為舊識，但雙方的關係比朋友更複雜許多，複雜到一旦公開甚至可能會讓世界的秩序為之崩潰。
具有與變異種溝通甚至指揮其行動的能力，在彼方等人與三位一體的變異種交戰時發現了「崩力」的存在，因此進入密斯特崗進行調查，目的是要找出能使用「咒力」甚至是「崩力」的人類，對她而言這是會構成威脅，必須加以排除的人物。
在發現彼方身上潛藏的力量後原本打算直接動用武力將其抹殺，然而因為擁有咒力卻還能保持理性的人類實在太過稀有，因此改變主意決定將他帶回薇貝爾交給自己的兄長後再將其毀滅，在空戰武道祭校內選拔賽中得到一勝九敗的E601小隊能因此獲准參加武道祭，也是因為她強迫克莉絲下達命令的關係。
對自己兄長抱持著強烈的感情，對於與兄長親近的人抱持著嫉妒心，雖然個性冷酷但也有著意志力脆弱的問題。
與克莉絲一樣為人型魔甲蟲，和彼方一樣能使用咒力，並因為具有魔力的關係而能使用崩力，武器為咒力所構成的黑色長鞭。
傑斯·維格特（Zeth Wiegert）
艾莉絲的兄長，有著紳士般氣息，金髮藍眼的浮遊都市聯盟評議會會長，過去曾經在對抗魔甲蟲的戰役中獲得輝煌的成果，因此在薇貝爾的市民中有著很高的聲望與信賴度。
認為強者具有保護弱者、統治世界的責任，對於彼方的能力給予高度的評價，並在彼方來到薇貝爾時試圖拉攏卻以失敗告終。
真實身分為人型魔甲蟲的首領，與教皇派敵對，個性冷酷而果斷，對於違抗自己的人能毫不猶豫地出手抹殺，甚至連身為自己妹妹朋友的克莉絲也不例外，對自己妹妹的評價是「有著為我而努力的特質，但也有著愚蠢的一面，做事總是虎頭蛇尾」。
莉潔莉特·芙拉爾柴爾德（Leysritt Flowerchild）
艾莉絲的妹妹，能使用咒力與崩力的少女。
具有操縱魔甲蟲、以及將自身力量灌注給魔甲蟲以強化其戰力的能力，有著宛如白色妖精般的可愛外表以及與外表完全不相襯的殘酷個性，在傑斯的指示下接連狙殺了許多敵對勢力的人物。
哈爾德曼·恩迪凱斯（Hartmann Endycase）
浮遊都市聯盟評議會議長，右眼的單眼眼鏡與彎曲的細長鬍鬚令人印象深刻的年老紳士。
身為議長的他是世上唯一擁有謁見教皇陛下的權利之人，因此他以這項權利強行推動了許多政策，空戰武道祭也是因為他大力推動而得以舉辦。
里帕·恩迪凱斯（River Endycase）
浮遊都市聯盟評議會議長的兒子，金髮褐眼的美少年。
目前擔任議長的秘書，自稱是「為了戰鬥而被雇用的秘書」，身手相當高超的魔劍士，曾與彼方以及E601小隊並肩作戰，也曾在克莉絲遭到攻擊時救了她一命。
艾蜜莉·威德貝倫（Emilie Witbern）
彼方體內咒力的真實面目，有著晚霞般髮色與綠色瞳眸，衣著相當暴露的美女，選擇與人類共存的人型魔甲蟲之一，有著「翼擊之獵人」的名號。
為了鎮壓彼方咒力失控的現象，克莉絲暫時解放了彼方身上的咒力，因而讓她出現在彼方面前，此時所使用的身體為咒力所構築而成。
從彼方身上分離出來後因為咒力逐漸失控的關係，最終將會導致精神狂亂化，最後在與彼方的戰鬥中受到對方協助而得以存活，只是身體因此縮小成手掌般大小的模樣。
武器為咒力所構築成的單手劍－－咒劍「塔迪斯」，以及名為「黑色雙翼」的詛咒之力，平常會在背後張開左右各四片可攻可守的黑翼，失控時則曾經增殖到合計16片的數量。
琪爾斯蒂·帕米利翁（Kirsty Vermilion）
傑斯的專屬祕書，氣質銳利如鋒的藍髮美女，有著「殺戮熾天使」的名號，人型魔甲蟲之一。
能使用咒力與崩力，戰鬥技巧與力量均十分過人的高手，能與全盛時期的艾蜜莉以及得到絕力的彼方戰得不相上下，並具有能在過度使用崩力造成狂亂前持續提升力量的狂戰士模式，人型魔甲蟲當中只有她才做得到這點。
以身為傑斯左右手一事為榮，對弱者抱持著輕蔑的態度，就連同伴也不例外，當艾莉絲被打敗擒獲時她完全沒有施以援手的念頭。
武器為咒力所構成的黑色巨鐮。

### 其他角色
蘇西·惠特兒（Socie Whitale，聲：佐藤利奈（日本））
美空·惠特兒的母親，性格有點糊塗，有時會沒有考慮到結果，使得事情總是會弄得亂七八糟，曾經是優秀的空戰魔導士（魔砲劍士），在一場與魔甲蟲的戰鬥中殉職，丈夫蓋爾也因為魔甲蟲消除記憶的能力而完全忘記所有關於她的一切事情。
武器白銀色的魔砲劍「拉絲格瑞絲」。
蓋爾·惠特兒（Gail Whitale，聲：齊藤次郎（日本））
美空·惠特兒的父親，長相兇狠的中年光頭男性，在得到經濟經營科的特許下，於密斯特崗郊外三號區經營咖啡廳，但這家店卻被自己的女兒在戰鬥中不慎炸飛了，後來靠著保險金與融資重建了店面，卻因為出現競爭對手而一度陷入營業危機，後來靠著E601小隊的協助改善了情況。
對彼方似乎相當中意，並因此有了讓他與自己女兒結婚以繼承店面的想法出現。

## 用語
密斯特崗
於3,000m高度上飛行、專門培養空戰魔導士的學園浮遊都市。總人口六千人中約有九成是魔導士。採用預科3年、本科3年，共6年的學習制度，一共分為空戰魔導士科、萬融鍊金科、機械科學科、製造生產科、後方支援科、經濟經營科、醫療醫學科、情報技術科、遺物發掘科9個學科。
E601小隊
美空、蕾克蒂、莉子三人組成的小隊，後來加入優莉與芙蕾雅。在小隊間模擬戰10連敗（第4卷時為14連敗），因而被揶揄成「F級小隊」。
魔甲蟲
從異界穿過「門」而來到這個世界的生物總稱，除了一般種以外，尚有能統率魔甲蟲，具有高度智慧的「變異種」，以及外表與人類無異，被稱為「人型魔甲蟲」的種類存在。
通過「門」時會被賦予「咒力」，以及對這個世界人類的深刻仇恨－－被稱為「咒怨」的意念，因此這些生物成了人類的天敵。被他們殺害的人類的記憶會從普通人的腦中完全消除，但有魔力者則不受此限。
巨怪鳥
除了魔甲蟲之外，還存在於世界的物種之一，學術上尚未明了。據說下蛋完之後的24小時內蛋就會孵化，巨怪鳥會通過吸收魔導士的魔力的成長，而且是急速的成長(巨大化)，巨怪鳥還可以隨自己的意志釋放魔力，自滅後還能從灰燼中復活。
浮遊都市
被魔甲蟲屠殺而數量銳減的人類傾盡最後力量建造的天空都市。
艾森納赫流魔雙劍術
由有劍神之稱的亞伯特·艾森納赫在浮遊都市「奧艾奇斯」創立的劍術流派。修行非常嚴格，並以突破身體極限為宗旨。只有經過相當的修行的人才能報出艾森納赫的名號。
同時在考核上也十分嚴苛，即使是本家親族，如果不具備相對的實力，便無法冠上艾森納赫這個姓，甚至還會被艾森納赫家逐出家門。
千里眼
探知系最高級的技能。使用者的視覺神經受到魔力強化而變得異常發達，從而超越人類的極限，獲得全方位視野和超望遠距離。
千里眼的因子是會遺傳下來的，弗拉梅爾家幾乎每代都有族人能開眼。
千里眼的最高境界「憑神」能看穿森羅萬象，除了物理世界外，使用者更能清楚的看到用概念構築成的倫理世界，而且還無視時間的流逝和空間的間隔。假若使用者擁有足夠的理解能力和知識範疇，甚至能「看到」數秒後的未來和構成事物的一切要素。但是使用此力量會對肉體造成非常大的負荷。
空戰武道祭
由浮遊都市聯合的中樞都市薇貝爾所舉辦的學園都市頂尖決戰，自分散在各地的學園浮遊都市選拔出菁英人員，彼此爭奪最強的寶座。
過去數年一直因為情勢不穩而停辦，同時這次教皇將接見冠軍隊伍，並對優勝者揭露「世界創世的真相」，因此讓密斯特崗高層部的克莉絲、芙隆與蔻依三人都感覺事有蹊蹺。

## 出版書籍

### 輕小說
| 冊數 | KADOKAWA／富士見書房                           | KADOKAWA／富士見書房                                              | 台灣角川       | 台灣角川               |
| 冊數 | 初版發售日期                                   | ISBN                                                              | 初版發售日期   | ISBN                   |
| ---- | ---------------------------------------------- | ----------------------------------------------------------------- | -------------- | ---------------------- |
| 1    | 2013年7月20日                                  | ISBN 978-4-04-071020-4                                            | 2014年10月14日 | ISBN 978-986-366-113-9 |
| 2    | 2013年11月20日                                 | ISBN 978-4-04-712957-3                                            | 2015年2月14日  | ISBN 978-986-366-322-6 |
| 3    | 2014年3月20日                                  | ISBN 978-4-04-070071-7                                            | 2015年5月14日  | ISBN 978-986-366-470-3 |
| 4    | 2014年7月19日                                  | ISBN 978-4-04-070130-1                                            | 2015年7月15日  | ISBN 978-986-366-549-6 |
| 5    | 2014年11月20日                                 | ISBN 978-4-04-070383-1                                            | 2015年9月23日  | ISBN 978-986-366-708-7 |
| 6    | 2015年3月20日                                  | ISBN 978-4-04-070384-8                                            | 2015年12月23日 | ISBN 978-986-366-870-1 |
| 7    | 2015年7月18日                                  | ISBN 978-4-04-070430-2                                            | 2016年3月24日  | ISBN 978-986-366-999-9 |
| 8    | 2015年10月20日                                 | ISBN 978-4-04-070431-9                                            | 2016年6月23日  | ISBN 978-986-473-153-4 |
| 9    | 2016年3月9日（限定版） 2016年3月19日（通常版） | ISBN 978-4-04-070689-4（限定版） ISBN 978-4-04-070703-7（通常版） | 2017年3月13日  | ISBN 978-986-473-585-3 |
| 10   | 2016年7月20日                                  | ISBN 978-4-04-070966-6                                            | 2017年9月7日   | ISBN 978-986-473-870-0 |
| 11   | 2016年11月19日                                 | ISBN 978-4-04-070967-3                                            | 2018年5月16日  | ISBN 978-957-564-192-4 |
| 12   | 2017年3月18日                                  | ISBN 978-4-04-070968-0                                            | 2018年5月16日  | ISBN 978-957-564-193-1 |
| 13   | 2017年7月20日                                  | ISBN 978-4-04-072380-8                                            | 2019年4月24日  | ISBN 978-957-564-847-3 |
| 14   | 2017年7月20日                                  | ISBN 978-4-04-072381-5                                            | 2019年4月24日  | ISBN 978-957-564-848-0 |

### 漫畫
| 冊數 | Media Factory  | Media Factory          | 尖端出版      | 尖端出版          |
| 冊數 | 初版發售日期   | ISBN                   | 初版發售日期  | EAN               |
| ---- | -------------- | ---------------------- | ------------- | ----------------- |
| 1    | 2014年11月22日 | ISBN 978-4-04-066898-7 | 2015年7月17日 | EAN 4717702268077 |
| 2    | 2015年7月23日  | ISBN 978-4-04-067552-7 |               |                   |
| 3    | 2016年2月23日  | ISBN 978-4-04-067875-7 |               |                   |

## 電視動畫
2014年7月於富士見書房的介紹網頁中宣布改編電視動畫的企畫。原定2015年4月首播，2015年1月30日於官網上宣布將延至7月播出，Blu-ray第9卷附贈TV未放送版第13集。
2015年7月8日起在TOKYO MX、SUN電視台、鬱金香電視台、TVQ九州放送、千葉電視台等電視台播出。

### 製作人員
- 原作：諸星悠（株式會社KADOKAWA 富士見書房 Fantasia文庫刊）
- 原作插畫：（AQUAPLUS）
- 監督：稻垣隆行
- 系列構成：山口宏
- 角色設定：堀內修
- 美術設定：加藤浩、米川信悟
- 美術監督：加藤浩、坂上裕文
- 色彩設計：村田惠里子
- 攝影監督：伊藤康行
- 編輯：小島俊彥
- 音響監督：稻垣隆行
- 音樂：久米大作
- 音樂制作：FlyingDog
- 動畫製作：Diomedéa
- 製作：E601小隊

### 主題曲
片頭曲「D.O.B」
作詞：藤林聖子，作曲：，編曲：CHOKKAKU，主唱：野水伊織
片尾曲「哈利路亞（ハレルヤ）」
作詞、作曲、編曲、主唱：la la larks

### 各話列表
| 話數        | 日文標題 | 中文標題               | 劇本   | 分鏡       | 演出                | 作畫監督                                                    |
| ----------- | -------- | ---------------------- | ------ | ---------- | ------------------- | ----------------------------------------------------------- |
| 第1話       |          | E601小隊               | 山口宏 | 稻垣隆行   | 成田歲法            | 中村純子、渡邊真由美                                        |
| 第2話       |          | 最強的叛徒             | 山口宏 | 三澤伸     | 川西泰二            | 野田康行、小菅和久 原由美子                                 |
| 第3話       |          | 最弱所帶來的可能性     | 山口宏 | 高林久彌   | 本多美乃            | 石川雅一、本多美乃                                          |
| 第4話       |          | 不願忘卻的過去         | 青島崇 | 小寺勝之   | 則座誠              | 齋藤大輔                                                    |
| 第5話       |          | 勝利的關鍵是           | 青島崇 | 徐惠真     | 井出直美 松本麻友子 | 井出直美 松本麻友子                                         |
| 第6話       |          | 被奪去的天空           | 山口宏 | 小寺勝之   | 嵯峨敏              | 福島豐明、德倉榮一 柴田篤史                                 |
| 第7話       |          | 密斯特崗錦標賽         | 山口宏 | 三澤伸     | 渡部穩寬            | 松本麻友子 Seo Jung Duk                                     |
| 第8話       |          | 超越等級               | 山口宏 | 小寺勝之   | 政木伸一            | 宮崎里美、鈴木奈都子 柴田篤史、齊藤大輔                     |
| 第9話       |          | 必勝的方程式           | 青島崇 | 草川啟造   | 本多美乃            | 小菅和久 Seo Jung Duk                                       |
| 第10話      |          | 從零生出的可能性       | 青島崇 | 小寺勝之   | 相浦和也            | 中原清隆、鈴木奈都子 宮崎里美、柴田篤史 齋藤大輔、菊田裕司  |
| 第11話      |          | 決勝戰，然後…          | 青島崇 | 草川啟造   | 徐惠真              | 近藤瑠衣、小川茜 加藤弘將、小菅和久 玉木慎吾、 Seo Jung Duk |
| 第12話      |          | 空戰魔導士培訓生的教官 | 山口宏 | 安曇野惣一 | 嵯峨敏              | 小菅和久、小川茜 加藤弘將                                   |
| 第13話(OVA) |          | 動物飼養員的蕾克蒂     | 山口宏 | 成田歳法   | 佐藤和磨            | 小菅和                                                      |

## 外部連結
- 富士見書房 | 空戰魔導士培訓生的教官 （页面存档备份，存于）（日語）
- 電視動畫《空戰魔導士培訓生的教官》官方網站 （页面存档备份，存于）（日語）
- 空戰魔導士培訓生的教官【官方】的X（前Twitter）